# NAPLPS
NAPLPS（North American Presentation Level Protocol Syntax、ナプルプス）はビデオテックスの国際規格のひとつ。AT&Tによってカナダ政府の作ったTelidonシステム方式を基に作られたもの。ニフティサーブの天気予報で使われたり、キャプテンシステムではこれをもととした方式で情報が提供されていた。

## 歴史
- 1983年11月：カナダ、アメリカの統一規格となる。
- 1987年9月：日本語機能を加えた「日本語機能仕様 NAPLPS」が制定される。

## 特徴
- 国際規格である。
- PDI(Picture Description Instructions)と呼ばれる命令群でベクトルデータ、文字コードで送るためビットマップデータに比べて図形を送信する場合効率が良い。
- 端末からの応答も考慮されており、更に動的な表示が可能。

## 技術情報
- 画像データは可変長の位置精度、色情報をもつ。
- データ精度はDOMAINによって決まる。
- 二次元データの座標情報はDOMAINで決まったデータ長を2つに分けX,Y両座標で使う。
- DOMAIN2の場合X,Y各座標は12bitずつのはずではあるが、データ伝送と命令と引数の判別の都合上9bitずつしか使えない。
- 最大のDOMAIN7の場合、8オクテット使えるので2次元データだと24bit、3次元データだと16bitずつ使えることになる。

## 規格
- NAPLPS: ANSI-X3.110-1983/CSA-T500-1983
- NAPLPS: ISO-2022 and ISO-2375.